# 斯蒂夫·約翰遜
斯蒂夫·約翰遜（Steve(Stevie) Johnson，1989年12月24日—）是美國的一位職業網球運動員。他贏得過兩個ATP挑戰巡迴賽賽事的冠軍。2011年，他首次參加美國網球公開賽的賽事。他從兩歲開始練習網球。

## 外部連結
- 斯蒂夫·約翰遜（英文/西班牙文）的官方資料
- 斯蒂夫·約翰遜的國際網球總會 職業／青少年 官方資料（英文）
- 斯蒂夫·約翰遜的官方資料（英文）